# 炭坊站
炭坊站（：／ Tanbang yeok */?）是大田地鐵1號線沿線的一座地下車站，位於韓國大田廣域市西区炭坊洞。

## 車站結構
本站站體為2面2線側式月台的地下車站，設有月台幕門，並有5處出口。

### 月台配置
| 龍汶 ↑ |
| \| 上  |
| ↓ 市廳 |

| 月台 | 路線               | 目的地                             |
| ---- | ------------------ | ---------------------------------- |
| 上行 | ●大田都市铁道1号线 | 龍汶、中央路、大田、板岩方向       |
| 下行 | ●大田都市铁道1号线 | 市廳、政府大樓、儒城溫泉、盤石方向 |

## 歷史
- 2006年3月16日：落成啟用。

## 車站周邊
- 韓國教職員共濟會（朝鲜语：한국교직원공제회）大田分部
- 大田地方僱傭勞動廳大田僱傭中心
- 韓國國土情報公社（朝鲜语：한국국토정보공사）大田忠南本部
- 韓國放送通信電波振興院（朝鲜语：한국방송통신전파진흥원）忠清本部
- 韓國燃氣安全公社（朝鲜语：한국가스안전공사）大田忠南地域總部
- SK電訊中部地域總部
- 韓國通訊炭坊營業所
- LG U+炭坊營業所
- 大田Megabox影城
- 波拉美公園
- 大田大學附設屯山韓方醫院
- YTN大田支局忠清取材總部

## 相鄰車站
大田廣域市都市鐵道公社
●大田都市铁道1号线
龍汶（109）－炭坊（110）－市廳（111）